# Autobacs Sportscar Laboratories
Pour les articles homonymes, voir ASL.
 (avril 2025).
Motif : Depuis 18 ans, aucune source secondaire prouvant la notoriété et l'admissibilité de ce constructeur
- Archive Wikiwix
- Bing
- Cairn
- DuckDuckGo
- E. Universalis
- Gallica
- Google
- G. Books
- G. News
- G. Scholar
- Persée
- Qwant
- (zh) Baidu
- (ru) Yandex
- (wd) trouver des œuvres sur Wikidata

| 1. | Préciser le motif de la pose du bandeau. | Précisez le motif de la pose du bandeau en utilisant la syntaxe suivante : {{admissibilité à vérifier\|date=juin 2025\|motif=remplacez ce texte par le motif}}                                       |
| 2. | Informer les utilisateurs concernés.     | Pensez à avertir le créateur de l'article, par exemple, en insérant le code ci-dessous sur sa page de discussion : {{subst:avertissement admissibilité à vérifier\|Autobacs Sportscar Laboratories}} |

Autobacs Sportscar Laboratories (ASL) est un constructeur qui tire son inspiration des magasins Autobacs au Japon et en France, chaîne de grands magasins spécialisée dans les accessoires automobiles. Sa première voiture, la Garaiya, n'est pas passée inaperçue et le succès d'ASL au Championnat GT du Japon fut remarqué lui aussi.
- ASL Arta Garaiya de 2003 (Super GT)